# Gewässerbett

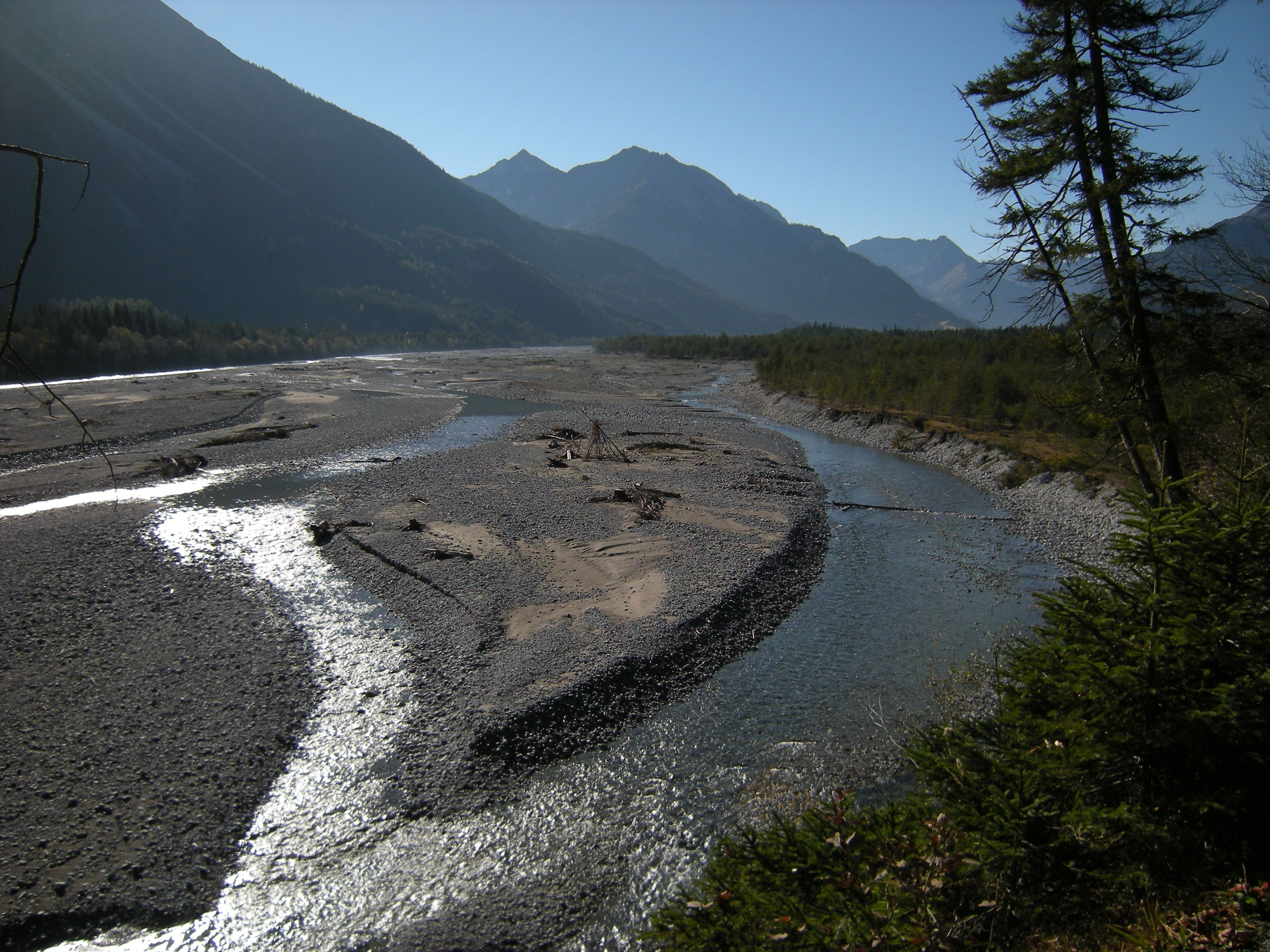
Verzweigtes Gewässerbett mit rautenförmigen Kiesinseln: Der Lech in Österreich

Das Gewässerbett (manchmal auch Gerinnebett) ist der Teil eines Fließgewässers, der das fließende Wasser nach unten und zu den Seiten begrenzt. In der Hydraulik wird das Gewässerbett als Gerinne bezeichnet. Je nach Größe des Fließgewässers wird oft unterschieden ein Flussbett (für große Fließgewässer, Flüsse) und ein Bachbett (für kleine Fließgewässer, Bäche).

## Beschreibung
Das Gewässerbett besteht aus der Gewässersohle – dem Grund des Gewässers – und dem Ufer, je nach Definition bis zur Böschungsoberkante oder bis zur Mittelwasserlinie. Das Gewässer besteht aus dem Wasserkörper (dem Wasservolumen selbst), dem Gewässerbett (der Umfassung des Wassers aus Sohle und Ufer) und dem zugehörigen Grundwasserleiter. Die Untersuchung und Beschreibung von Gewässerbetten ist Aufgabe der Hydromorphologie. Gewässerbetten bilden sich im komplexen Zusammenspiel von lokalem Klima, Geologie und Geomorphologie, Vegetation und Einflüssen der menschlichen Nutzung. Die natürlichen gewässerbettbildenden Prozesse sind Abtragung (Erosion), Transport und Auflandung von durch das fließende Wasser mitgeführten Sedimenten (Geschiebe genannt). Beschrieben werden Gewässerbetten u. a. durch Längs- und Querprofil und die Linienführung (Laufform). Wechselwirkungen bestehen zum natürlichen Überschwemmungsgebiet, der Aue. Diese wird aber nicht zum Gewässerbett gerechnet. Auch die Talform besitzt keinen direkten Zusammenhang zum Gewässerbett, oft ist sie unter völlig anderen hydraulischen Bedingungen in der geologischen Vergangenheit entstanden, während das Gewässerbett (ohne direkte menschliche Einflüsse) im Gleichgewicht zum aktuellen Abflussregime steht.
Die Ausprägung des Gewässerbetts wird im angewandten Zusammenhang, vor allem bei Renaturierungen, als Gewässerstruktur umschrieben (vgl. Artikel Gewässerstrukturgüte).
Für Ufer und Sohle von stehenden Gewässern ist der Begriff nicht üblich.

## Gewässerbettbildung
Die Energie für die Bildung des Gewässerbetts liefert das der Schwerkraft folgend abfließende Wasser selbst, die am Gewässerbett angreifende Kraft wird als Schubspannung bezeichnet. Die Transportkraft des Wassers ist dabei direkt von der Strömungsgeschwindigkeit abhängig, diese steigt mit steigendem Gefälle und mit steigender Wasserführung an. Durch die bei Hochwasser stark ansteigende Wasserführung sind daher im natürlichen Zustand Hochwässer meist für die Bettbildung verantwortlich. Außerdem hängt die Transportkraft für Feststoffe stark von deren Korngröße ab. Grobes Material wird als Geschiebe auf der Gewässersohle mitgeführt, feines wird als im Wasser suspendierter Schwebstoff mitgeführt. Der tatsächliche Transport hängt außerdem davon ab, wie viel Feststoffe das fließende Wasser bereits mitführt. Je nach Strömungsgeschwindigkeit werden an Sohle und Ufer anstehende Feststoffe also abgetragen (erodiert), mit dem fließenden Wasser transportiert oder wieder abgelagert; dabei werden sie bei abnehmender Strömung nach Korngrößen sortiert. Die Sohle bremst das Wasser je nach ihrer Rauheit ab, wodurch zum Beispiel bei gleicher Wassermenge schmale und tiefe Gewässer schneller fließen als breite (bis zu einer optimalen Breite, unterhalb derer der Einfluss der Ufer bestimmend wird). Eine sehr breite Sohle bleibt allerdings nicht eben; bereits kleine Störungen führen zu Unregelmäßigkeiten, die schließlich zu Kiesbänken und Inseln anwachsen. Auch die Vegetation wirkt sich auf die Rauheit aus. Wesentlich für die natürliche Gewässerbettbildung sind also: Gefälle, Lokalklima (bestimmt Niederschlagsmenge und -verteilung und damit die Wassermenge und das Abflussregime), Geologie des Einzugsgebiets (Verwitterungsbeständigkeit der Gesteine und resultierende Korngrößen).

## Laufentwicklung

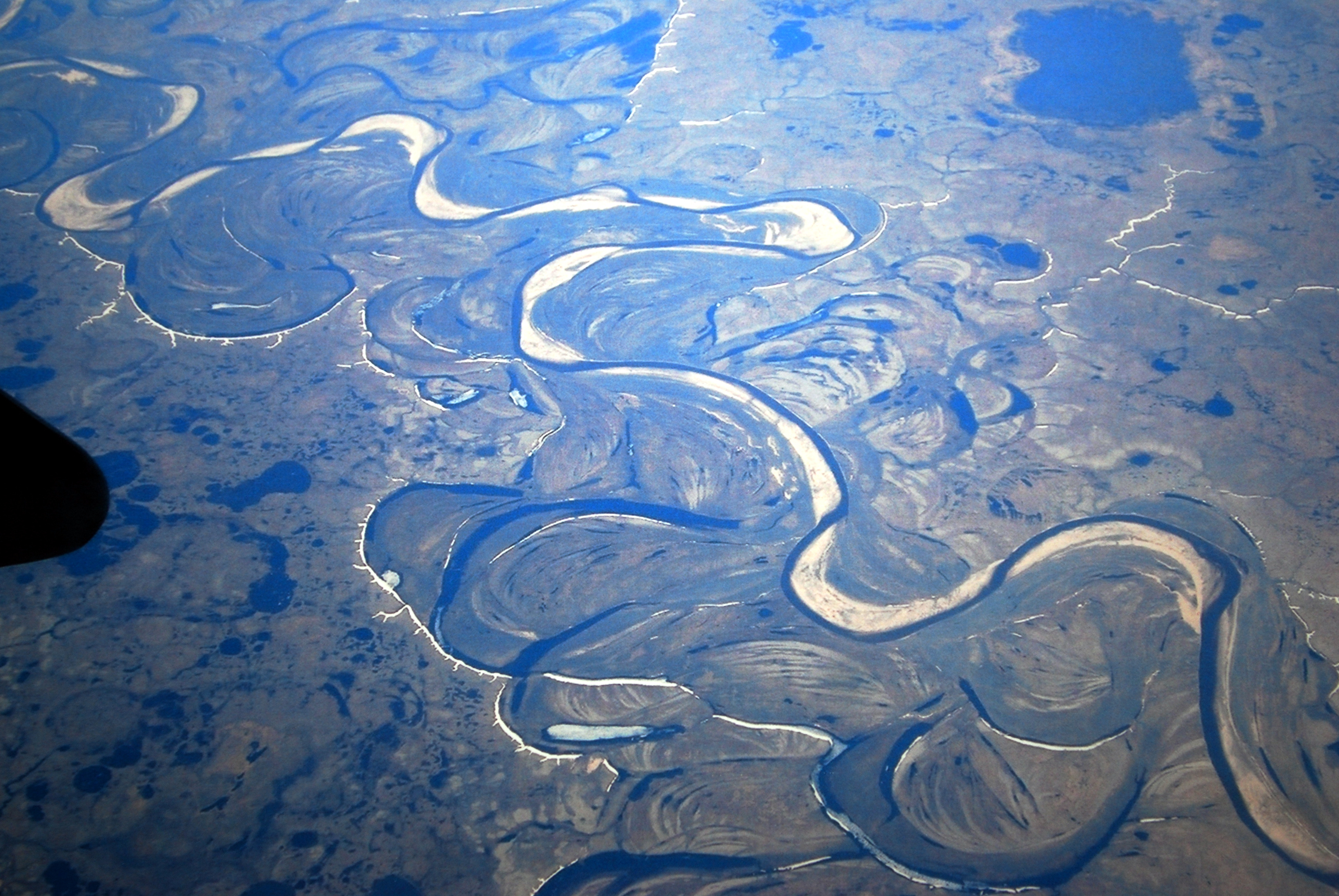
Mäandrierendes Gewässerbett mit Altarmen auf der Jamal-Halbinsel, Sibirien

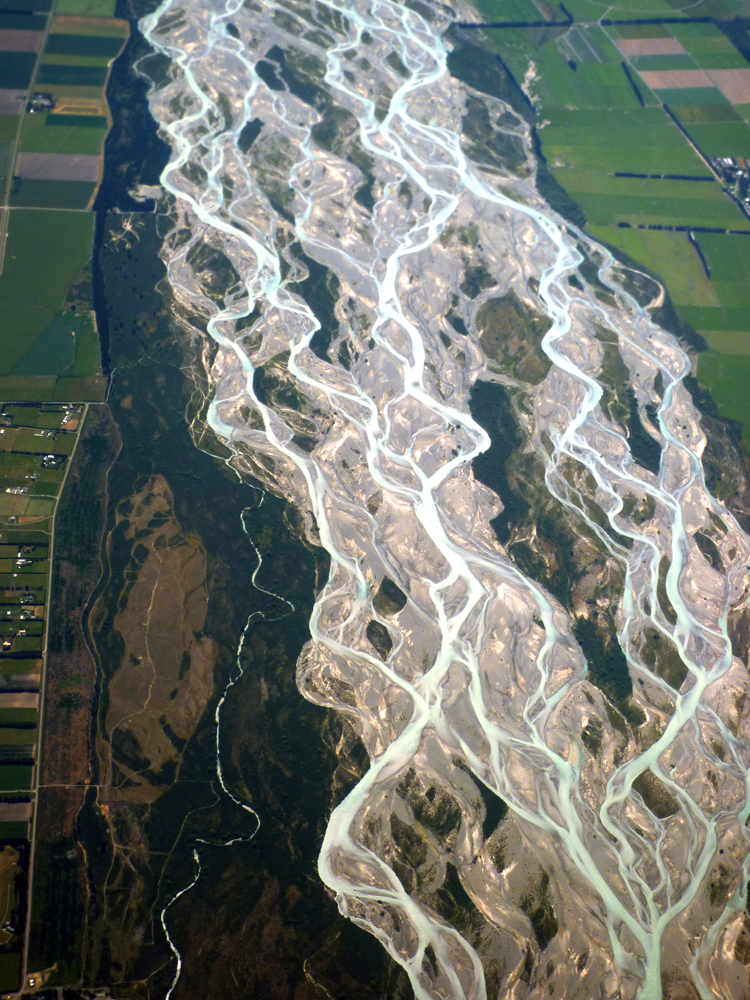
Verflochtenes Gewässerbett des Rakaia River, Neuseeland

Je nach Gefälle führt das Zusammenspiel aus Erosion und Akkumulation von Sedimenten zu einer völlig unterschiedlichen Gestalt der Gewässerbetten.
geradeIn sehr steilen Gewässern ist die Transportkraft so hoch, dass quasi kein Geschiebe abgelagert wird, es resultiert ein dem Talgefälle folgender, gerader Gewässerlauf (kann auch bei geringeren Fließgeschwindigkeiten auftreten, wenn die Feststofffracht sehr gering ist, zum Beispiel im Ausfluss von Seen)
verzweigtBei etwas geringerem Gefälle wird viel grobes Geschiebe mitgeführt, dass in Bereichen mit geringfügig abgesenkter Fließgeschwindigkeit wieder sedimentiert. Die Sedimente bilden Sand- oder Kiesbänke, die bei sinkendem Wasserstand als Inseln trockenfallen. Innerhalb des breiten, gerade begrenzten Hochwassergerinnes fließt das Gewässer dann in einem System untereinander verbundener Rinnen, die ein charakteristisches, rautenförmiges Muster von Inseln umfließen. Verzweigte Gerinne treten typischerweise bei Gefällen etwa zwischen 4 und 2 Prozent auf.
mäandrierendBei sehr geringem Gefälle überwiegt die Krümmungserosion außen an Biegungen des Gewässers, während die Gewässersohle kaum noch erodiert wird. Dadurch verstärken sich alle Krümmungen nach und nach von selbst, so dass das Gewässer in weiten Bögen und Schlingen schleifenförmig fließt. Dabei können sich zwei gegenüberliegende Schleifen aufeinanderzubewegen, bis das dazwischenliegende Ufer ganz abgetragen ist. Es kommt zum Mäanderdurchbruch, wobei die alten, nicht mehr durchflossenen Schlingen als Altwasser abgeschnürt werden. Zur typischen Mäanderbildung kommt es nur bei Gefälle von weniger als 2 Prozent.
In der Realität sind diese idealtypischen Formen durch Mischformen und Übergänge miteinander verbunden. Viele dieser Mischformen haben eigene Namen erhalten, Beispiele wären verflochtener Fluss oder anastomosierender Fluss.

## Lauftypen
Neben der Charakterisierung von Gewässerbetten als gerade, verzweigt oder mäandrierend sind zahlreiche weitere Typologien entwickelt worden, die eine feinere Differenzierung ermöglichen. Weite Verbreitung gefunden hat zum Beispiel die Typologie nach Montgomery und Buffington für Gebirgsbäche. Sie unterscheiden zunächst nach dem Charakter des Materials, in das das Gewässer einschneidet:
- anstehendes Gestein (bedrock). Gewässer mit Sohle im Anstehenden kommen in sehr steilen Gewässern vor, deren Transportkraft im Verhältnis zum Sedimentangebot hoch ist.
- Kolluvium. Gewässer in kolluvialen Hangsedimenten (die nicht vom Gewässer selbst abgelagert wurden) sind in der Regel kleine Quellbäche und Bachoberläufe.
- Alluvium. typisch für alle größeren Gewässer ist der Verlauf in von ihnen selbst abgelagerten Sedimentbetten.

Die alluvialen Gewässer bilden eine Vielzahl weiterer morphologischer Typen, die vor allem vom Gefälle bestimmt werden:
- Kaskaden (cascade). In sehr steilen Gewässerbetten mit eingelagerten Felsblöcken mit schießendem bis turbulentem Abfluss bilden sich kaskadenartige Fließstrecken.
- Sohlstufen (step pool). Bei etwas geringerem Gefälle bilden sich in kleineren Gewässern hinter größeren Hindernissen wie Felsbrocken in recht regelmäßigen Abständen ruhige Fließstrecken oder sogar beckenartige Aufweitungen, die in die Kaskade eingestreut sind.

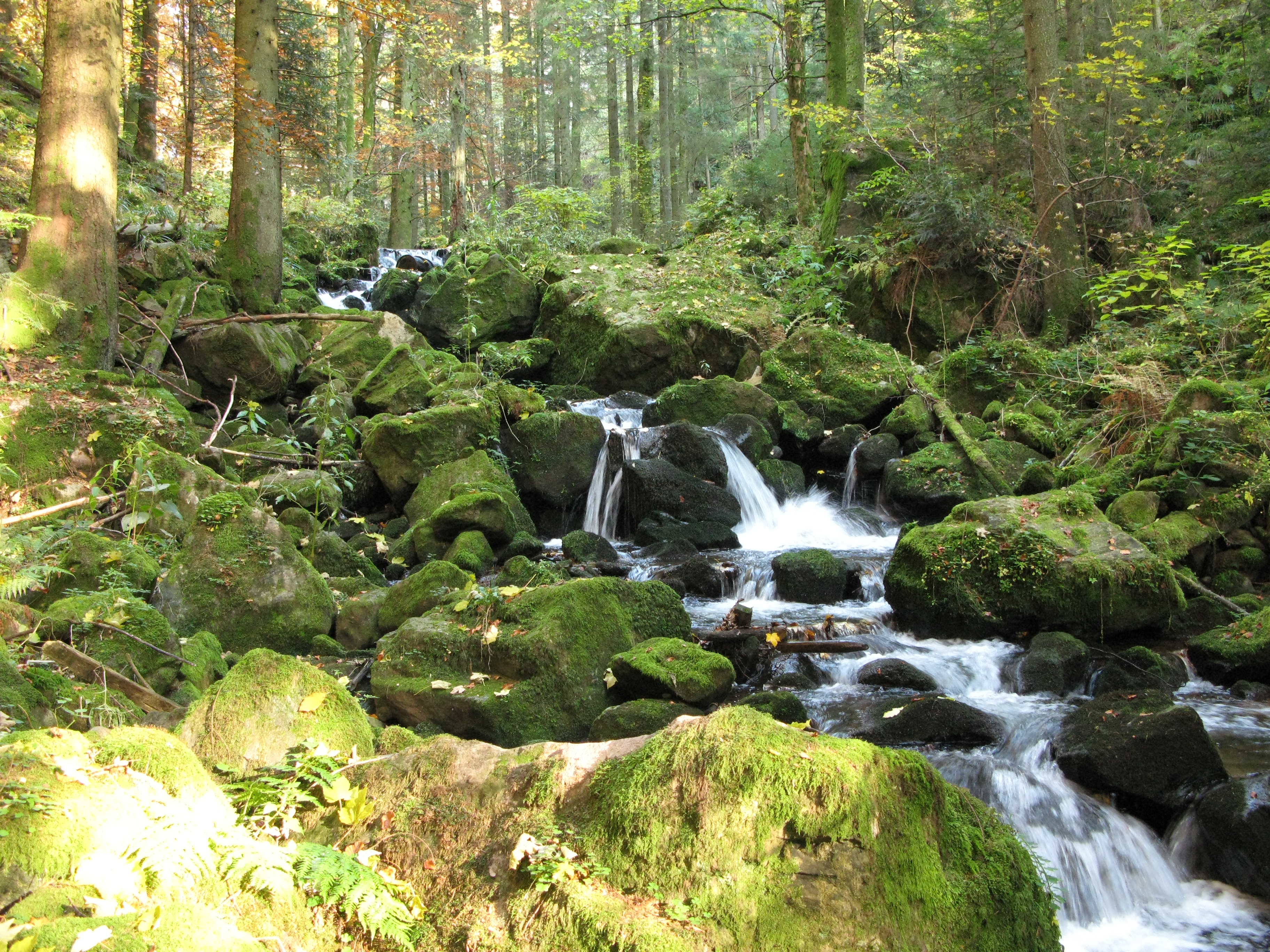
Kaskaden-Fließstrecke mit kleinen Sohlstufen: Der Teichbach im Schwarzwald

- ebenes Gewässerbett (plane). Wird das Gefälle etwas geringer, fließt das Gewässer turbulent über eine fast ebene Sohle aus Sand, Kies und Steinen. Die rhythmische Abfolge von Kaskaden mit schießender Strömung und ruhigen Aufweitungen fehlt. Typisch ist eine armierte Gewässersohle, bei der ein freierodiertes Pflaster aus grobem Geröll darunterlagerndes Feinmaterial vor Ablagerung schützt. Diese werden nur bei sehr starken Hochwässern noch umgelagert.
- Furten und Kolke[7] (alternativ: Schnellen und Stillen) (pool-riffle): Bei noch geringerer Neigung, unterhalb ca. 1,5 Prozent Sohlgefälle, bilden die Gewässer meist keine geraden, sondern etwas gewundene Laufformen aus. Das Gewässerbett bildet eine rhythmische Abfolge aus überströmten Sand- oder Kiesbänken (Furten), in die, recht regelmäßig mit etwa fünf- bis siebenfacher Gewässerbreite Abstand, ruhige Aufweitungen, die Kolke, eingeschaltet sind. Kolke bilden sich an der Außenseite von Krümmungen oder hinter Hindernissen quer zur Gewässerachse wie Baumstämmen (Totholz). Sedimente werden bei Hochwasser von Kolk zu Kolk transportiert.
- Dünen und Riffeln (dune-ripple): Vor allem in langsam fließenden Gewässern mit sandiger Sohle bildet das Sediment Transportkörper mit welliger Oberfläche, die bei Abmessungen im Zentimeter- bis Dezimeterbereich Riffeln, im Dezimeter- bis Meterbereich Dünen genannt werden. Wandern sie bei höherer Fließgeschwindigkeit stromaufwärts, spricht man von Antidünen. Typischerweise kommt es bereits bei geringen Fließgeschwindigkeiten zur Umlagerung von Sediment. Tritt diese auch bei Niedrigwasserführung auf, was meist auf menschliche Störungen zurückgeht, spricht man von „Sandtreiben“. Gewässer mit Sandtreiben sind biologisch besiedlungsfeindlich.

## Das Material des Gewässerbetts
Das Gewässerbett von alluvialen Gewässern hängt, ohne menschliche Einflussnahme, vor allem von der Fließgeschwindigkeit des Gewässers ab. Je schneller das Wasser fließt, umso gröberes Material vermag es zu transportieren. Feine Sedimente bilden allerdings Bodenaggregate, die ihre Stabilität bei Abtragung gegenüber einem Einzelkorngefüge erhöhen. Dadurch kann Material, das bei einer bestimmten Fließgeschwindigkeit abgelagert wurde, möglicherweise erst bei einer höheren Geschwindigkeit wieder mobilisiert werden. Die Transportkraft des Wassers hängt außerdem auch davon ab, wie viel Sediment es bereits mitführt. Um Tiefenerosion und andere Abtragungen zu verhindern, wird vielen Gewässern vom Menschen daher künstlich Geschiebe zugegeben (Geschiebemanagement), vor allem in Gewässern die aufgrund anderer wasserbaulicher Eingriffe (zum Beispiel Stauseen) künstlich an Geschiebe verarmt sind.
Der folgende Überblick gibt eine grobe Übersicht, bei welchen Fließgeschwindigkeiten des Wassers welche Korngrößen transportiert werden können:
- mehr als 300 cm/s: Blockwerk, Blöcke, mehr als 80 mm Durchmesser
- 200 bis 300 cm/s: Steine, mehr als ca. 60 bis 80 mm Durchmesser
- 150 bis 200 cm/s: Grobkies, 20 bis 60 mm Durchmesser
- 75 bis 150 cm/s: Mittelkies, 6 bis 20 Millimeter Durchmesser
- 50 bis 75 cm/s: Feinkies, 2 bis 6 Millimeter Durchmesser
- 25 bis 50 cm/s: Grobsand, 0,6 bis 2 Millimeter Durchmesser
- 17 bis 25 cm/s: Mittelsand, 0,2 bis 0,6 mm Durchmesser
- 10 bis 17 cm/s: Feinsand, 0,06 bis 0,2 mm Durchmesser

Vom Fließgewässer als Geschiebe mitgeführtes Sediment wird am Boden rollend oder hüpfend transportiert und dadurch als Geröll an den Kanten abgerundet. Noch feineres Material als Feinsand, also Schluff und Ton, wird in der Regel nicht als Geschiebe, sondern fein verteilt als Wassertrübung (Suspension) mitgeführt. Es kann auch bei sehr geringen Fließgeschwindigkeiten transportiert werden.
Durch diesen Zusammenhang hängt das Material, aus dem das Gewässerbett aufgebaut ist, von der Strömungsgeschwindigkeit ab. Diese ist wiederum, neben der Wassermenge, vor allem vom Gefälle abhängig. Dadurch bilden sich in Regionen mit geringem Gefälle sandgeprägte Bäche, in Landschaften mit höherem Gefälle kiesgeprägte. Da die Fließgeschwindigkeit in der Mitte des Gerinnes meist höher ist als an den Ufern, wo sie zusätzlich auch durch die Ufervegetation gebremst wird, kann bei langsam fließenden Fließgewässern ein Großteil des Materials im Uferbereich abgelagert werden, wo es natürliche Dämme ausbilden kann (Dammuferfluss). Manchmal führt die Erosion auch dazu, dass das feine Material oben abgeschwemmt wird, so dass die Gewässersohle aus groben Steinen besteht, die darunterliegendes feines Sediment vor weiterer Abtragung schützen („gepanzerte“ Sohle). Wird diese Gewässersohle bei einem katastrophenartigen Ereignis durchbrochen, spricht man von einem Sohldurchschlag.
Außer dem anorganischen Sediment ist in natürlichen Fließgewässern auch organisches Material pflanzlicher Herkunft an der Bettbildung beteiligt. In Bächen ist dies vor allem von außen kommendes Material, wie das Falllaub des jährlichen Laubfalls oder das Totholz abgestorbener Uferbäume.
Besonderheiten bestehen bei Gewässern, deren Betten in aus Lockersedimenten bestehende Gesteine und Böden, wie zum Beispiel Löss, einerodiert sind; derartiges von außen kommendes Material wird als allochthon bezeichnet. In diesen Fällen wird das Sediment neben der Fließgeschwindigkeit stark vom Ausgangsmaterial bestimmt.